# セオドア・ウィルソン
セオドア・ジェームス・ウィルソン（Theodore James "TJ" Wilson、1980年7月11日 - ）は、カナダアルバータ州カルガリー出身のプロレスラー。現在はタイソン・キッド（Tyson Kidd）の名でWWEで活動。

## 来歴
カナダのプロレス名門ハート家の"ハート・ダンジョン"でトレーニングを開始。1997年にはWWFのカルガリーでのハウス・ショーでリングに上がっている。
2003年、2005年には来日し、新日本プロレスのベスト・オブ・ザ・スーパージュニアにも参戦している。その後はカナダに戻り、スタンピード・レスリングで活動する。

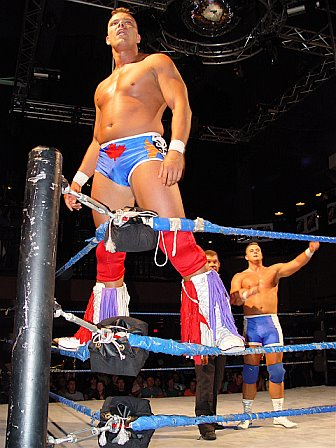
2007年

2006年11月にWWEと契約し、2007年2月にナッティ・ナイドハート（現ナタリヤ）と共にDSWへ送られる。その後WWEとDSWの関係が解消になったため、FCWへと移り、活動を続ける。
2009年2月ECWに登場し、地元団体のレスラー相手に勝利を重ねる。以降は、エヴァン・ボーンやDJ・ガブリエルなどと抗争する。5月からはデビッド・ハート・スミスとナタリヤと共にハート・ダイナスティ(The Hart Dynasty)として活動する。6月のトレードでナタリヤ、スミスと共にスマックダウンへ移籍する。移籍後はクライム・タイムと抗争。その後もヒールとして活動していたが2010年のレッスルマニア26でのブレット・ハートとビンス・マクマホンの一戦をきっかけにナタリヤやDHスミスらと共にベビーターンする。4月25日のエクストリーム・ルールズで統一タッグ王者のビッグ・ショー & ザ・ミズ組に勝利し、統一タッグ王座への第一挑戦者となり、翌日のRAWで王者組に勝利し、統一タッグ王者となる（なお、8月16日のRAWのブレットからの発表をもってWWEタッグ王座となる）。その後追加ドラフトによりナタリヤ、デビッド・ハート・スミスと共にRAWへ移籍する。
オーバー・ザ・リミットではクリス・ジェリコ & ザ・ミズ組、フェイタル・4ウェイ、マネー・イン・ザ・バンクではウーソズから王座を防衛してきたが、9月19日のナイト・オブ・チャンピオンズのタッグチーム・ターモイル形式の王座戦でウーソズに敗れて王座から陥落する。以降もタッグ王座戦線に絡むが負け続け、チームは不和となってしまう。11月15日のジャスティン・ガブリエル & ヒース・スレイター組との試合ではスミスとの交代を拒否し、さらに頭にキックを叩き込んだ。これでハート・ダイナスティは解散となり、自身はヒールターンした。12月6日からジャクソン・アンドリュースを引き連れてデビッド・ハート・スミスと抗争している。
2011年4月に行われた追加ドラフトでSmackDownに移籍。ジョバーとしての役割が続く。NXTシーズン5ではラッキー・キャノンのプロとして出場。キャノン脱落後、ヨシ・タツと抗争を展開。Superstarsにも出場し、トレント・バレッタと連戦を展開。JTGやタイラー・レックス、カート・ホーキンスといったレスラー達と組んだ。
2012年8月よりジャスティン・ガブリエルとタッグを組んで出場。NXTでは12月よりカシアス・オーノ & レオ・クルーガーと抗争を展開。しかし、同月28日のハウスショーにて負傷し、長期欠場となった。
2013年9月に復帰。WWEでは相変わらずジョバーのポジションであるものの11月にナタリヤと実生活において結婚。同月4日のRAWではナタリヤと組んでファンダンゴ & サマー・レイを行い勝利した。
2014年5月8日、NXTにてNXT王座挑戦権争奪20人バトルロイヤルに出場して優勝。15日には挑戦者決定トリプルスレットマッチにてサミ・ゼイン、タイラー・ブリーズと対戦し、同時に脱落させた事により勝利した。29日、TakeoverにてNXT王座を保持するエイドリアン・ネヴィルと対戦するが王座を奪取するに至らなかった。6月12日、ネヴィルとリベンジマッチを行うが敗戦した。19日にはゼインと組んでNXTタッグ王座を保持するジ・アセンションに挑戦するが一度も交代する事もなくゼインを見捨て敗戦。ガブリエルと再びタッグを組んで活動。
8月7日、ガブリエルとのタッグでNXTタッグ王座挑戦権争奪トーナメントに出場するも1回戦で敗退。9月11日、Takeover Fatal 4 WayにてNXT王座争奪Fatal4wayマッチに出場するが王座を奪取するに至らなかった。10月2日、ナタリヤの提案で敗戦すれば二度とNXT王座に挑戦できなくなるという条件でネヴィルとNXT王座戦を行うも敗戦した。
12月1日、RAWにてセザーロとタッグを結成。ニュー・デイ（エグザビアー・ウッズ & ビッグ・E & コフィ・キングストン）と抗争を展開をした後、2015年2月22日のPPV、FastlaneにてWWEタッグ王座を保持するウーソズに挑戦して勝利し、ベルトを奪取した。
3月のWrestle Mania 31のプレ・ショーではニュー・デイ、ウーソーズ、ロス・マタドールズの4wayマッチを制し王座を防衛するも、5月22日のExtreme Rules 2015にてニュー・デイに王座を奪われてしまう。4月末のスマックダウンや5月のPayback 2015でリマッチをするがいずれも失敗。Elimination Chamber 2015でも挑戦するも失敗に終わっている。
2015年6月1日に行われたサモア・ジョーとのダークマッチの試合中に頸椎を負傷。以降は試合を行っておらず、また2017年よりWWEに正社員として雇用されプロデューサーとして働いている。

## 得意技
フィニッシュホールド
フィッシャーマンズ式ネックブリーカー
フィッシャーマンズ・スープレックスの体勢で持ち上げながら横回転を加えネックブリーカーで落とす。コークスクリュー・ネックブリーカーと同型。
コードブルー
スナップメア・ドライバーの体勢から相手を肩越しに引き抜きつつ体を捻るローリング・ネックブリーカー。
コーナー最上段に登ってリングの方を向き、相手の正面に飛びつきながら、相手の頭を両手で抱えて前方回転する。背中からマットに着地し、相手の後頭部をマットに叩きつける。ダイビング式ローリング・ネックブリーカー。
TJウィルソン名義の時はスプリングボード式のローリング・ネックブリーカー・ドロップをこの名前で使用していた。2012年中盤からのフィニッシャー。
コールドスナップ
雪崩式カミカゼ
シャープシューター
ベビーターンしてから使用するようになった。
スプリングショット式エルボー・ドロップ
2009-2010年限定のフィニッシャー。以降はつなぎ技として使用している。
ダンジョン・ロック
シャープ・シューターと三角締めの複合関節技。
シャープ・シューターと入り方がほぼ同じだが、足を相手の腰近くではなく顔の横に差し込み、相手の片腕を引っ張りながら後方へ倒れこみ、差し込んだ足に別の足を絡めて締め上げる。足で相手の首を締めながら、さらに何度も蹴ってダメージを与え、そこからさらに本格的に両足で締める。
その他得意技
ローリング・スタンピード
雪崩式カナディアン・ロッキー・バスター。TJウィルソン名義時代のみ使用。
サイドヘッドロック
エルボー
バック・ハンドチョップ
ドロップキック
低空式ドロップキック
各種キック
ローキック、ミドルキック、ハイキック、ローリングソバット
延髄斬り
クローズライン
通常のクローズライン、スプリングホールド式クローズラインの2種類を使用する。
ハートアタック
DHスミスとの連携技。スミスがベアハッグで抱えた相手に、キッドがスプリングボード式のクローズラインを叩き込む。
ヒストリー・イン・ザ・メイキング
DHスミスとの連携技。スミスが相手をパワーボムで抱え上げ、キッドがコーナートップからジャンプしローリング・ネックブリーカーで相手の首を捕らえ、2人同時にマットに倒れこんで相手の後頭部をマットに叩きつける。

## 獲得タイトル
WWE
- WWE世界タッグ王座 : 1回 (w / デビッド・ハート・スミス)
- WWEタッグ王座 : 2回 (w / デビッド・ハート・スミス、セザーロ)
- ブラギングライツ・トロフィー (2009年) (w / クリス・ジェリコ、ケイン、マット・ハーディー、Rトゥルース、フィンレー、デビッド・ハート・スミス) ※チーム・スマックダウンとして

FCW
- FCW南部ヘビー級王座 ： 2回
- FCWフロリダタッグ王座 : 1回

w / ハリー・スミス
AWA
- AWAピナクル・ヘビー級王座 : 1回

GCW
- GCWナショナル王座 : 1回

MLW
- GTCカーニバル・トーナメント (2004年)

w / ハリー・スミス
PWA
- PWA王座 : 2回
- PWAタッグ王座 : 1回

w / ハリー・スミス
スタンピード・レスリング
- スタンピード・ブリティッシュ・コモンウェルス・ミッドヘビー級王座 : 1回
- スタンピード北アメリカヘビー級王座 : 1回
- スタンピード・インターナショナルタッグ王座 : 2回

w / ブルース・ハート、ジャッジゃナート

## 入場曲
- Butt Klub
- Raw To The Core
- New Foundation
- Bed Of Nails
- Right Here, Right Now
- Swiss Made

## その他
- ウィルソンの独特の髪型は王冠をイメージしているとのこと。（現在は剃り落としている）
- ナタリアと10年の付き合いの後、2013年7月に結婚を発表した。
- 小学校時代テディ・ハートと同級生だったことから少年時代からハート・ファミリーに出入りしていた。そのためテディを始め、ナタリアやスミスらとは幼馴染である。また、1997年9月にカルガリーで行なわれたIn Your House 16のメイン戦後、ハートファミリーがリング上に勢揃いしているが、ウィルソンもハート家の好意でこの輪の中に入っている。
- たまに奇声を上げることがあるが、声が高いためうるさく聴こえる。